# 傑森·庫明斯
傑森·庫明斯（英語：Jason Cummings；1995年8月1日—）是一位澳洲足球運動員。在場上的位置是前鋒。現效力於澳洲職業足球聯賽球隊中岸水手。澳洲國家足球隊成員。

## 外部連結
- Hibernian FC profile